# Gazania

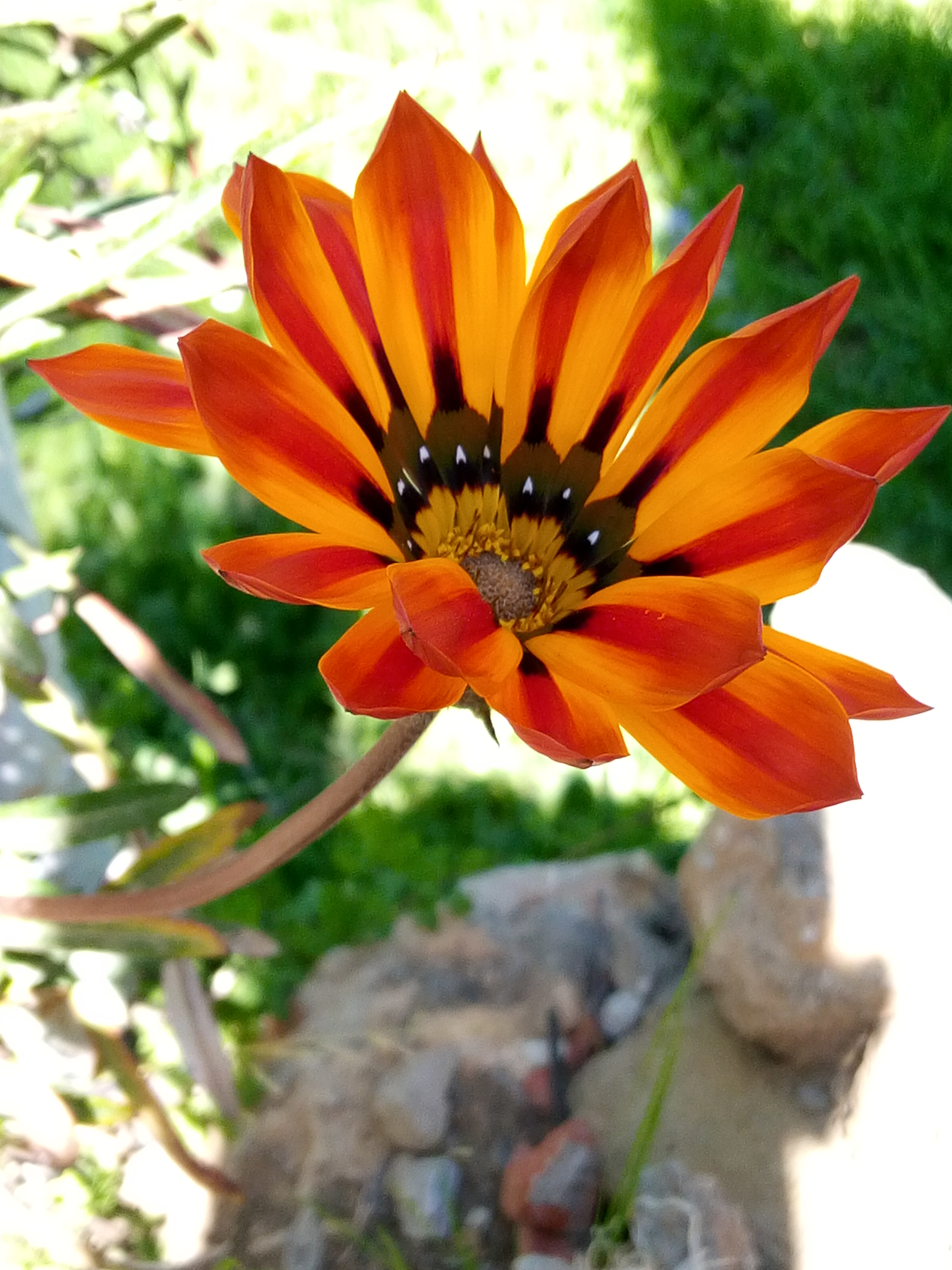
Gazania

Gazania là một chi thực vật có hoa trong họ Cúc (Asteraceae).

## Loài
Chi Gazania gồm các loài: